# Alejandro Santos
Alejandro Santos Rubino (Bogotá, 5 de mayo de 1971) es un periodista colombiano.
Es el director de contenidos en Grupo Prisa, y expresidente y exdirector de  la revista Semana. Es economista de la Universidad de los Andes, con Maestría en Derecho de la Comunicación de la Universidad Javeriana. Ha sido Columnista de SEMANA y director de la Unidad Investigativa de El Tiempo. Fue becario del Alfred Friendly Press Fellowship e investigador invitado de la Universidad de Georgetown. Coautor de los libros “Cómo hacer periodismo” y “Poder y Medio”.
Santos también se ha comprometido con los derechos y las libertades civiles, la inclusión social y la reconciliación en Colombia, y por ello, ha sido el fundador y gestor de trascendentales proyectos cívicos, culturales, de fiscalización y filantropía desde la sociedad civil como Reconciliación Colombia, ProBogotá, Colombia Líder, Votebien.com, Amazonas 2030, el portal VerdadAbierta.com, la Fundación Semana, el Proyecto Manizales, el Proyecto Víctimas, la Revista Arcadia entre otros.

## Director de la revistaSemana
Bajo los tres lustros de la dirección de Alejandro Santos, SEMANA defendió la independencia y el valor del periodismo crítico e investigativo en una época en la que hubo fuertes amenazas de los actores armados ilegales, (guerrilla y paramilitarismo), fuerte corrupción en el Estado, concentración de la información, y  el desafío del proceso de paz y el postconflicto. Por otra parte, Colombia es una democracia que requiere del ojo avizor de la prensa para sacar a la luz temas importantes, o que ponen en jaque la gobernabilidad del país y que afectan a la ciudadanía. Es allí donde SEMANA jugó un papel clave para los colombianos.
La mejor muestra de esa independencia y del liderazgo de Alejandro Santos y del equipo de periodistas de SEMANA, es el hecho de que en los últimos 20 años la mayoría de los grandes escándalos que han sacudido la agenda pública del país fueron destapados por SEMANA. A pesar de las amenazas, presiones y las fuerzas oscuras, Santos y su grupo de reporteros denunciaron hechos irregulares, tales como:
1. Los pactos entre políticos y paramilitares, investigación conocida como “Parapolítica”, donde los tentáculos del grupo ilegal estaban capturando el régimen político colombiano. Gracias a esa investigación, 253 servidores públicos entre funcionarios y miembros de la fuerza pública fueron investigados, y 19 Congresistas y más de 30 Alcaldes y Gobernadores fueron destituidos e inhabilitados por la Procuraduría General de la Nación; incluso uno de los Congresistas fue condenado a 40 años de prisión por vínculos con una masacre en uno de los territorios tomados por la “Parapolítica”.
2. Las interceptaciones telefónicas ilegales de la Agencia de Inteligencia del Estado, “DAS”, a Magistrados, periodistas y líderes de la oposición. Después de que SEMANA publicó 22 portadas y 152 artículos (Los primeros ocho meses en solitario), esta historia se convirtió en el peor capítulo de espionaje de Estado de la historia de Colombia. Hoy hay más de 70 personas investigadas, 20 de las cuales ya fueron condenadas y aceptaron cargos. Además, las investigaciones periodísticas terminaron cerrando una entidad de más de 57 años de existencia.
3. La corrupción en las cárceles del Ejército con beneficios para los detenidos por delitos de lesa humanidad y las investigaciones periodísticas acabaron por cerrar el principal centro de reclusión del Ejército.
4. La investigación sobre cómo los jefes paramilitares involucrados en negociaciones con el Gobierno siguieron delinquiendo desde la cárcel, lo que le costó la cabeza a 11 generales de la Policía, un remezón sin antecedentes en esa institución.
5. El espionaje a los miembros del equipo negociador del Gobierno con las Farc, por parte de miembros activos del Ejército y la Policía, lo que provocó el relevo de tres generales del Ejército.

Más allá de las investigaciones, la revista también asumió posiciones editoriales en defensa del equilibrio de poderes en la democracia, como ocurrió cuando se opuso a una segunda reelección del presidente Álvaro Uribe.

## Proyectos que ha liderado
Alejandro Santos ha sido fundador y gestor de importantes proyectos sociales, culturales, de fiscalización y filantropía desde la sociedad civil, tales como:

### Reconciliación Colombia
Iniciativa de la sociedad civil que ha creado una plataforma de transformación social de alto impacto en la reconciliación y el posconflicto en Colombia. En 7 años de trabajo, ha fortalecido el diálogo regional, e incentivado la transferencia de conocimiento así como visibilizado procesos y experiencias de reconciliación que ya se están dando en las regiones del país que han sufrido como consecuencia del conflicto armado y otras acciones violentas.

### Colombia Líder
Es una iniciativa de la sociedad civil y el sector privado y que exalta y visibiliza la buena gestión de los gobernantes locales y regionales. Promueve el establecimiento de mecanismos innovadores promotores de inclusión social, mediante la rendición de cuentas, el mejoramiento de la gobernabilidad y el incentivo de la gestión pública hacia el logro de resultados. Premia a los mejores Alcaldes y Gobernadores del país en planes de desarrollo, superación de la pobreza, el compromiso de los alcaldes con la protección de la infancia y la adolescencia, además de su compromiso con la reconciliación y el posconflicto. Finalmente, cada cuatro años Colombia Líder evalúa la gestión de 1.102 Alcaldes y 32 Gobernadores, y resultado de esta medición entrega el gran premio a la mejor gestión pública en el país. Así Colombia Líder, apoya la buena administración pública local y regional, y tome en agenda los temas fundamentales para los gobernantes y la ciudadanía.

### ProBogotá
ProBogotá surge como una iniciativa de un puñado de líderes del sector privado preocupados por el rumbo que está tomando la ciudad y la falta de visión estratégica. Este proyecto fue creado para generar la discusión entre los distintos sectores de la sociedad y construir un espacio de diálogo. ProBogotá le apuesta al estudio y a la priorización de iniciativas en las áreas estratégicas para el futuro de la ciudad como la movilidad, la creación de empleo, la infraestructura, la educación y el medio ambiente entre otros. Asimismo, a la construcción de una visión técnica de la ciudad y la hoja de ruta para que los bogotanos se dirijan hacia ella. Sin tintes políticos ni inclinaciones partidistas, ProBogotá es una organización que busca convertirse en el nuevo espacio para la discusión de proyectos estratégicos para la ciudad y en el punto de encuentro para diseñar el futuro de la capital del país.

### Fundación Semana
En abril de 2009, bajo el liderazgo de María López, Alejandro Santos y Claudia García se creó la Fundación Semana para trabajar en uno de los temas más importantes para Colombia en las próximas décadas: el posconflicto y la reconciliación. Buscando diseñar modelos replicables de reconstrucción de un país devastado por la guerra, se llegó a El Salado, un corregimiento de los Montes de María donde la violencia paramilitar dejó una huella profunda en la población, destruyendo el tejido social, la infraestructura y las estructuras económicas.

### Proyecto Manizales
Una semana después del asesinato a sangre fría y frente a su hija, del periodista Orlando Sierra, subdirector del diario La Patria, Alejandro Santos, en su calidad de director de la revista SEMANA logró coordinar que ocho periódicos y revistas (La Patria, El País, El Colombiano, El Tiempo, El Espectador, Cambio y SEMANA) se unieran con el único propósito de investigar el crimen de Sierra. Esa iniciativa se llamó 'Proyecto Manizales'. Durante este proceso y en los años posteriores gracias a la presión de los colegas de medios nacionales y regionales, se tuvo la certeza de que Orlando Sierra fue asesinado por denunciar hechos de corrupción política en la ciudad y el departamento.

### Proyecto Víctimas
Es un trabajo investigativo en el cual se plasman cifras, mapas, datos, testimonios documentos y análisis acerca del aterrador flagelo que ha dejado la guerra en Colombia en el marco del conflicto armado. El proyecto apeló a todos los recursos del periodismo actual, con una reportería a lo largo y ancho del país, de casi un año,  que plasmó dicho análisis e información en un gran informe especial multiplataforma, compuesto por: una gran edición especial de la revista SEMANA; un libro de fotografías de los últimos 25 años del conflicto armado colombiano, representado en imágenes de reportería gráfica y un programa de televisión de dos horas, que reunió a víctimas de diferentes lugares de Colombia y que representaban la violencia ejercida por los grupos al margen de la ley de extrema izquierda, extrema derecha y agentes del Estado. No obstante, el Proyecto Víctimas de SEMANA va más allá de los números y hace énfasis en los retos que la sociedad enfrenta para llevar a cabo la gigantesca tarea del posconflicto.

### Verdad Abierta
El portal periodístico VerdadAbierta.com surgió como una iniciativa de la Fundación Ideas para la Paz (FIP) y SEMANA, desarrollado por Alejandro Santos, la entonces asesora editorial de la revista, María Teresa Ronderos y María Victoria Llorente, Directora de la FIP, con el propósito de develar y reconstruir la memoria histórica sobre el conflicto colombiano.A partir de la información recogida por VerdadAbierta.com durante el proceso de Justicia y Paz, informes realizados por el Centro de Memoria Histórica, investigaciones periodísticas y estudios realizados por centros académicos, se ha creado una especie de hemeroteca que documenta todo el proceso de las autodefensas y de las Farc: las mejores notas periodísticas que generosamente han prestado al proyecto muchos medios del país, videos, fotos, grabaciones, y también documentos académicos, sentencias judiciales y testimonios de víctimas desde 1982 hasta la fecha en una base de datos que se constituye en una fuente de consulta para centros de enseñanza, investigadores, medios de comunicación, organizaciones de víctimas, ciudadanos del común e incluso funcionarios judiciales.

### VoteBien
Fue un medio periodístico que operó desde 2002 hasta el año 2012. Fue liderado por Alejandro Santos y la entonces asesora editorial de la revista, María Teresa Ronderos. Surgió como una alianza entre medios de comunicación, organizaciones sociales y entidades de cooperación internacional, que trabajaban unidos para asegurar una cobertura independiente de los procesos electorales y para ofrecer a la ciudadanía información oportuna y veraz que contribuyera a lograr un voto ciudadano más informado.

### Revista Arcadia
Creó una de las iniciativas culturales y periodísticas más relevantes que ha tenido el país. En sus más de 15 años de existencia, Arcadia logró convertirse en una referencia del periodismo cultural de comienzos de siglo que gracias a su espíritu crítico y a congregar a las mejores plumas culturales del país se ganó un espacio en la sociedad colombiana. 

## Premios y reconocimientos
- Premio María Moors Cabot (2013)
- Premio Rey de España (2008)
- Premio de la Sociedad Interamericana de Prensa en la categoría Periodismo en Profundidad (2012)
- Premio Latinoamericano de Periodismo IPYS a la mejor investigación en un caso de corrupción en América Latina (2010)
- Premio Latinoamericano de Periodismo IPYS a la mejor investigación en un caso de corrupción en América Latina (2008)
- Premio de la Sociedad Interamericana de Prensa en la categoría Derechos Humanos y Servicio a la Comunidad (2008)
- Premio Nacional de Periodismo Simón Bolívar, otorgado en SEIS ocasiones

## Publicaciones
- Alejandro Santos Rubino (1998). 'Vicisitudes del gobierno Samper'. En "Enciclopedia Nueva Historia de Colombia". Bogotá, D.C.: Editorial Planeta.
- Alejandro Santos, María Teresa Ronderos, Mauricio Sáenz, Juanita León, Andrés Grillo y Claudia García (2002). ¿Cómo hacer periodismo?. Bogotá: Editorial Aguilar.
- Alejandro Santos Rubino, Héctor Abad Faciolince, Mauricio Sáenz, Vladdo, María Teresa Ronderos, Daniel Samper Ospina, Juanita León, Eduardo Arias, Hernando Gómez Buendía, Ramiro Guerrero, Claudia García y José Fernando Hoyos. (2004). Poder y Medio. Bogotá: Santillana.

## Investigaciones Destacadas
Bajo la dirección de Alejandro Santos, SEMANA hizo importantes denuncias, dentro de las que se destacan las siguientes: 

### “Chuzadas: Así Fue la Historia”
Espionaje a los miembros del equipo negociador del Gobierno con el grupo guerrillero de las Farc, por parte de miembros activos del Ejército y la Policía, publicada el 8 de febrero de 2014. Esta investigación periodística reveló cómo el Ejército colombiano había montado un centro de inteligencia camuflado dentro de un centro de cómputo, con un restaurante como fachada,  desde el cual se efectuaban interceptaciones y grabaciones ilegales a los miembros del equipo negociador del Gobierno dentro del proceso de paz que actualmente se surte con los principales jefes las FARC y el Gobierno en La Habana (Cuba).
Como consecuencia de dichas revelaciones, el Gobierno relevó a dos generales y el fiscal general de la Nación desató una serie de investigaciones tendientes a culpabilizar a los demás implicados. 
La historia de cómo SEMANA llegó a descubrir este capítulo de chuzadas comenzó en octubre de 2012. Consistió en una minuciosa investigación periodística que llevó aproximadamente dos años consolidar, entre otras razones por la sensibilidad de la información y porque la mayoría de fuentes militares eran renuentes a hablar. Para ello fue necesario apelar a los métodos periodísticos tradicionales, tales como: la consecución de documentos clasificados y diversas entrevistas con personal activo, con retirados y con civiles que conocían lo que ocurría en ese “restaurante”, entre otros. Finalmente y después de 8 meses de investigaciones periodísticas, vinieron los procesos disciplinarios, el Gobierno reconoció que lo denunciado por la revista era cierto y que agentes de inteligencia sí habían espiado a los negociadores, usando recursos del Estado sin su conocimiento y poniendo en riesgo las negociaciones de paz. 

### “Tolemaida Resort” y Tolemaida Tours
Estas investigaciones fueron publicadas en 2011 y 2014. El tema de la investigación fue la corrupción en las cárceles del Ejército con beneficios para los detenidos por delitos de lesa humanidad.  Por años, la cárcel insignia de las Fuerzas Armadas, el Centro de Reclusión Militar (CRM) de Tolemaida albergó a los militares condenados por las más graves violaciones a los derechos humanos. No obstante, esto parecía más un club de descanso que una cárcel de alta seguridad. La revista SEMANA descubrió que muchos de los 269 oficiales, suboficiales y soldados que pagan allí por homicidios, masacres, torturas y secuestro entraban y salían sin restricciones, tenían negocios dentro y fuera de la prisión y no vivían en celdas sino en cabañas. Como si lo anterior fuera poco, muchos de ellos seguían activos y recibiendo sueldos y otros beneficios, pese a tener en firme condenas que llegan a los 40 años. Incluso algunos presos pasaron vacaciones en lugares lejanos del centro de reclusión, como la isla de San Andrés y la ciudad de Cartagena.
Después de la publicación de la primera parte de esta investigación, el jefe de investigaciones de SEMANA fue víctima de un atentado, su automóvil recibió siete impactos de bala y desde entonces debe desarrollar su labor periodística bajo un esquema de protección. Con el paso del tiempo, las investigaciones judiciales corroboraron lo publicado por SEMANA, por lo que el Gobierno Nacional a través del Ministerio de Defensa tomó la decisión de cerrar el centro penitenciario y desde 2014 se iniciaron los traslados de los internos. En total fueron trasladados 222 reclusos.

### “DAS” y “Chuza-DAS”
Las interceptaciones telefónicas ilegales de la Agencia de Inteligencia del Estado, “DAS”, a Magistrados, periodistas y líderes de la oposición “Chuza-DAS”. La revista SEMANA denunció en febrero de 2009, que el más importante organismo de inteligencia del estado, (Departamento Administrativo de Seguridad (DAS), adscrito a la Presidencia de la República, durante el gobierno del Presidente Álvaro Uribe Vélez, efectuaba interceptaciones ilegales a magistrados, políticos de oposición, periodistas y líderes de organizaciones de derechos humanos. 
El escándalo del espionaje ilegal del DAS estalló hace exactamente seis años. Los primeros 6 meses de investigación se caracterizaron por el trabajo solitario de SEMANA, las presiones políticas y el escepticismo de muchos sectores. SEMANA publicó en tres años de investigaciones 22 portadas y 152 artículos. Desde entonces casi 70 personas fueron investigadas por esos hechos, 20 de las cuales fueron condenadas y aceptaron cargos. La exdirectora del DAS, María del Pilar Hurtado, y Bernardo Moreno, exsecretario de la Presidencia, Bernardo Moreno, fueron condenados por la Corte Suprema de Justicia.

### “Parapolítica”
Los pactos entre políticos y paramilitares para ganar las elecciones regionales, investigación conocida como “Parapolítica”, publicada el 4 de diciembre de 2006. La Revista SEMANA destapó el escándalo de la “parapolítica”, es decir, los maquiavélicos nexos que tejieron dirigentes políticos con grupos armados ilegales de extrema derecha (paramilitares) para consolidar su poder en buena parte de las regiones del país y que logró obtener el 30% del Congreso de la República.
La historia de cómo SEMANA logró esta investigación se remonta a los inicios del proceso de negociación con las Autodefensas Unidas de Colombia (la organización sombrilla de los grupos paramilitares) SEMANA ejerció una especial vigilancia. Así, la revista fue la primera que denunció que estos grupos no habían cesado su fuego, como se habían comprometido con el Gobierno; investigó el robo de tierras que realizaron; denunció sus vínculos con el narcotráfico, entre otras.
Después se conformó un equipo de reporteros y editores que se dedicaron a seguir las pistas de los hallazgos y a ahondar en cada aspecto de esta toma del Estado por el poder paramilitar. Así, en cuatro meses, desde septiembre hasta diciembre, se publicaron y 45 artículos sobre el tema. Estas exploraron cómo se consolidó el poder paramilitar en todo el territorio y quiénes fueron sus aliados políticos, cómo se tomaron empresas y la contratación pública, cómo intimidaron a la población para ganar las elecciones,  cómo consiguieron continuar sus exportaciones de cocaína y sus posibles tentáculos, incluso en altas esferas de la justicia. Además, varias de las notas explicaban y analizaban las implicaciones del escándalo.
Como consecuencia de las revelaciones de SEMANA y una vez confirmados los vínculos de los líderes políticos con el paramilitarismo, 19 senadores y representantes a la Cámara fueron destituidos e inhabilitados por la Procuraduría General de la Nación. Así mismo, 59 senadores han sido judicializados por parapolítica y 253 servidores públicos entre funcionarios y miembros de la fuerza pública están siendo investigados todavía. Como resultado de los fallos judiciales Alcaldes, Gobernadores y Congresistas implicados perdieron su investidura y fueron condenados a prisión. Incluso algunos de ellos fueron vinculados a asesinatos y masacres cometidas con el objetivo de amedrentar a la población, para lograr dominio territorial y político.